# 王華勇
王 華勇（おう かゆう、1955年9月 - ）は、中国人民解放軍の軍人、海軍少将。

## 来歴
湖北省洪湖県出身。中国共産党党員。海軍少将。大学院修了。第12届全人代代表に選出される。南海艦隊政治部主任を経て、2013年7月東海艦隊政治委員に任ぜられる。

## 参照
- 全国人大代表信息-王华勇_全国人大网
- 港媒：解放军20位高级将领履新 空军调整力度最大_中新网